# كريستيان الخامس ملك الدنمارك
كريستيان الخامس ملك الدنمارك (بالدنماركية: Christian V.)‏ (15 أبريل 1646 - 25 أغسطس 1699) كان ملك الدنمارك والنرويج من عام 1670 حتى وفاته في عام 1699.

## روابط خارجية
- كريستيان الخامس ملك الدنمارك على موقع الموسوعة البريطانية (الإنجليزية)